# Chobotnice pobřežní
Chobotnice pobřežní (Octopus vulgaris) je hlavonožec z čeledi chobotnicovití (Octopodidae). Chobotnice pobřežní je jedním z nejvíce studovaných druhů chobotnic a také jedním z nejinteligentnějších. Vyskytuje se v oblastech od východního Atlantiku, Středozemního moře a jižního pobřeží Anglie až po jižní pobřeží Jižní Afriky. Vyskytuje se také u Azorských ostrovů, Kanárských ostrovů a Kapverdských ostrovů. Tento druh je také běžný v západním Atlantiku.
Chobotnice pobřežní loví za soumraku. Preferuje kraby, raky a mlže, i když sežere téměř vše, co uloví. Je schopna měnit barvu tak, aby splynula s okolím. Experimenty ukázaly, že chobotnice pobřežní dokáže rozlišit jas, velikost, tvar a horizontální nebo vertikální orientaci objektů.

## Popis
Chobotnice pobřežní má velikost pláště až 25 cm s osmi až 1 m dlouhými rameny.

## Výskyt
Chobotnice pobřežní pochází ze Středozemního moře a z východního Atlantiku od jižní Anglie po Senegal, od mělčin do hloubky asi 100 metrů. Preferuje oblasti se skalnatým nebo kamenitým dnem, vzácně se vyskytuje i na písčinách.

## Rozmnožování
Chobotnice je odděleného pohlaví. Sameček pomocí ramen přenáší spermie k samičce – má přímý vývoj.

## Význam
Je významným úlovkem rybářů, ročně je uloveno přibližně 20 000–100 000 tun chobotnic pobřežních.